# Ramdass
Ramdass is een nagar panchayat (plaats) in het district Amritsar van de Indiase staat Punjab. 

## Demografie
Volgens de Indiase volkstelling van 2001 wonen er 5.790 mensen in Ramdass, waarvan 53% mannelijk en 47% vrouwelijk is. De plaats heeft een alfabetiseringsgraad van 62%.